# Bernard Noël
Bernard Noël (19. listopadu, 1930, Sainte-Geneviève-sur-Argence, Francie – 13. dubna 2021) byl francouzský spisovatel a básník. Obdržel Grand Prix national de la poesie (národní velká cena poezie) v roce 1992.

## Dílo
Noël se stal známým v roce 1955, díky publikaci sbírky básní Les Yeux Chimères.
Následovala próza Extraits du corps v roce 1958. Po dalších devíti letech zveřejnil další knihu, La Face de silence, 1967 a následně – pod pseudonymem – kontroverzní Le Château de Cène (Hrad oběti, 1969), erotickou fikci která je protestem proti válce v Alžíru.